# Soleichthys
A Soleichthys a csontos halak (Osteichthyes) főosztályának a sugarasúszójú halak (Actinopterygii) osztályába, ezen belül a lepényhalalakúak (Pleuronectiformes) rendjébe és a nyelvhalfélék (Soleidae) családjába tartozó nem.

## Rendszerezésük
A nembe az alábbi 8 faj tartozik:
- Soleichthys dori Randall & Munroe, 2008
- Soleichthys heterorhinos (Bleeker, 1856)
- Soleichthys maculosus Muchhala & Munroe, 2004
- Soleichthys microcephalus (Günther, 1862)
- Soleichthys oculofasciatus Munroe & Menke, 2004
- Soleichthys serpenpellis Munroe & Menke, 2004
- Soleichthys siammakuti Wongratana, 1975
- Soleichthys tubifer (Peters, 1876)